# Exterminarea (film)
Exterminarea (în engleză Extinction) este un film SF american regizat de Ben Young după un scenariu de Eric Heisserer. În rolurile principale au interpretat actorii Lizzy Caplan, Michael Peña, Mike Colter, Lilly Aspell, Emma Booth, Israel Broussard și Lex Shrapnel.
A fost produs de studiourile Universal, Good Universe și  Mandeville Films și a avut premiera la 27 iulie 2018, fiind distribuit de Netflix care a cumpărat drepturile de distribuție de la Universal Pictures. Coloana sonoră a fost compusă de The Newton Brothers. 

Filmul a avut recenzii negative, fiind criticată povestea confuză și slabă, dezvoltarea personajului și ritmul frustrant.

## Rezumat
Peter, inginer, are coșmaruri recurente în care el și toți cei pe care îi cunoaște au de a face cu confruntări violente, într-o invazie a unei forțe necunoscute care coboară cu nave din cer. Acest lucru îl face să aibă o relație tensionată cu soția sa, Alice, și cu fiicele sale Hanna și Lucy. El vizitează cu reticență o clinică pentru a primi ajutor psihiatric, doar pentru a descoperi acolo un pacient care îi dezvăluie că are aceleași viziuni și că psihologii le-ar șterge aceste viziuni. Acest lucru îl determină pe Peter să creadă că viziunile sale prevăd viitorul și pleacă.
În acea noapte, nave spațiale invadatoare apar și deschid focul asupra orașului, provocând pagube semnificative. Peter și Alice se baricadează în apartament în timp ce majoritatea este ucisă de trupe terestre. Un soldat extraterestru blindat străpunge baricada, intră în apartament și o găsește pe Lucy ascunzându-se sub o masă. Soldatul face o pauză pentru a o examina pe fată, ceea ce îi permite lui Peter și Alice să-l imobilizeze. Peter, acum înarmat cu arma soldatului, își conduce familia afară din clădire.
Pe baza viziunilor sale, Peter și familia lui sunt de acord să caute adăpost la fabrica în care lucrează Peter. El este capabil să ocolească autentificarea biometrică a puștii și să omoare soldații care păzesc ieșirea clădirii de apartamente. Se îndreaptă spre intrarea în tunel pentru a călători în siguranță la fabrică, dar nu înainte ca Alice să fie rănită de explozia unei bombe. În timp ce se regrupează, apare soldatul din apartamentul lor, care a urmărit un semnal emis de pușca pe care a luat-o Peter. Spre șocul lui Peter, soldatul își scoate casca și se dezvăluie a fi uman. Peter îl obligă pe soldat să o care pe Alice la fabrică. Acolo, șeful său îi David explică că invazia a fost așteptată de mulți ani. Un medic îl examinează pe Alice, dar îl informează pe Peter că nu o poate salva. În timp ce oamenii lui David îl iau pe soldatul invadator ca să-l execute, acesta strigă către Peter că o poate salva pe Alice. Peter este de acord să rămână cu soldatul pentru a o salva pe Alice. David îi va evacua copiii la o stație de metrou unde așteaptă un tren de transport care să-i ducă pe toți la o bază subterană din afara orașului.
Soldatul îl surprinde pe Peter dezvăluind că Alice este un sintetic (IA). Pentru a o salva pe Alice, are nevoie de o sursă alternativă de putere: de la Peter însuși. La sfatul soldatului, Peter își deschide propriul piept cu un cuțit de buzunar, confirmând că și el este un sintetic. Soldatul conectează un cablu între cei doi sintetici și Peter leșină, experimentând în detaliu ceea ce el credea că sunt viziuni ale viitorului, de fapt amintiri ale unui război trecut: temându-se că muncitorii androizi („sinteticii”) s-ar putea ridica împotriva oamenilor, armata a atacat sinteticii neînarmați. Sinteticii s-au luptat și, în cele din urmă, i-au alungat pe toți oamenii de pe planetă. Peter și Alice s-au întâlnit în timpul luptelor și, în timp oamenii părăseau planeta, au găsit pe Hanna și Lucy, care sunt copii-sintetici. Pentru a face față vinovăției pentru ceea ce au făcut și pentru a trăi fără teama unor represalii din partea oamenilor, majoritatea sinteticilor (inclusiv Peter și familia sa) și-au șters amintirile și au trăit ca oameni, neștiind care este adevărata lor natură sau istorie.
Peter se trezește și soldatul, Miles, explică faptul că oamenii locuiesc pe planeta Marte de 50 de ani. A crezut că sinteticii sunt niște monștri, nu familii cu copii și, după ce a văzut-o mai bine pe Lucy sub masă, a decis că nu poate ucide pe nimeni. Peter și Alice se despart amiabil de Miles pentru a-și găsi fiicele, în timp ce oamenii sparg acoperișul fabricii pentru a ataca sinteticii. În timp ce toți pleacă cu trenul, David explică faptul că el și alți câțiva sintetici și-au păstrat amintirile pentru a rămâne pregătiți pentru întoarcerea inevitabilă a oamenilor. Peter sugerează că într-o zi ar putea exista pace între oameni și sintetici.

## Distribuție
Au interpretat actorii:
- Michael Peña - Peter
- Lizzy Caplan - Alice, soția lui Peter
- Mike Colter - David, șeful lui Peter
- Amelia Crouch - Hanna, fiica lui Peter și Alice
- Erica Tremblay - Lucy, fiica lui Peter și Alice
- Israel Broussard - Miles, soldat de pe Marte
- Lex Shrapnel - Ray, soțul Samantei
- Emma Booth - Samanta, soția lui Ray
- Lilly Aspell - Megan, fiica lui Ray și Samanta

## Producție și primire

### Producție
În decembrie 2013, s-a dezvăluit că scenariul pentru Exterminarea, scris de Spenser Cohen, a fost inclus în lista neagră din 2013 a celor mai bune scenarii neproduse din anul respectiv la Hollywood, listă votată de peste 250 de producători executivi de studio. În ianuarie 2014, Joe Johnston a semnat pentru a regiza filmul, iar în septembrie 2016, s-a dezvăluit că James McAvoy era „în discuții” pentru a juca rolul.
În octombrie 2016, Ben Young a semnat pentru a regiza filmul, Johnston părăsind proiectul cu ceva timp în urmă. În ianuarie 2017, s-a anunțat că Michael Peña va juca în rolul oferit inițial lui McAvoy. În februarie 2017, Universal Pictures a câștigat drepturi de distribuție la nivel mondial pentru film, producția principală urmând să înceapă în aprilie 2017. În martie 2017, Lizzy Caplan și Israel Broussard s-au alăturat distribuției, în timp ce Mike Colter și Lex Shrapnel s-au alăturat în aprilie și Emma Booth în mai.
Filmul a fost lansat la 27 iulie 2018, de Netflix. Filmul a fost inițial programat pentru a fi lansat în cinematografie la 26 ianuarie 2018, de către Universal Pictures, dar a fost retras din programul de lansare. Mai târziu, în februarie 2018, s-a raportat că Netflix a achiziționat filmul de la Universal.

### Primire
Pe site-ul agregator de recenzii Rotten Tomatoes, filmul are un rating de aprobare de 39% pe baza a 23 de recenzii și un rating mediu de 4,16 din 10. Consensul critic al site-ului web spune: „Exterminarea are câteva idei interesante, dar ele - și unele interpretări ale vedetelor sale talentate - se pierd în complotul confuz al filmului și ritmul frustrant.” Pe Metacritic, filmul are un scor mediu de 40 din 100, bazat pe 6 critici, indicând „recenzii în general nefavorabile”.
Jake Nevins de la The Guardian i-a dat 2/5 stele și l-a numit „un film competent, chiar dacă este formulat”, adăugând că, datorită faptului că nu a fost vizionat în cinematografe, defectele filmului sunt mărite și punctele sale forte au fost slăbite. În recenzia sa de 1,5 / 4 stele pentru RogerEbert.com, Nick Allen a scris „Există o etanșeitate a filmului pe care o respect. Nu este o călătorie plină de fiori, ci un drum într-un singur sens, cu o revelație la sfârșit menită să reconsidere întreaga călătorie[...] Exterminarea nu caută să fie prea mult, dar nici nu este atât de fermecător”.